# Жана д’Арк (вертолетоносач, 1961)
Вижте пояснителната страница за други значения на Жана д'Арк.
Жана д’Арк (на френски: Jeanne d’Arc (R97)) е френски крайцер-вертолетоносач или многоцелеви вертолетоносач. Проектиран е в края на 1950-те години и е предназначен преди всичко за осигуряване на противолодъчна отбрана, бидейки също способен да изпълнява функциите на десантен вертолетоносач. В мирно време „Жана д’Арк“ е използван като учебен кораб за подготовка на кадети, който е способен във военно време след незначителни промени да се използва в като боен кораб. За цялата си своя история „Жана д’Арк“ извършва над 35 учебни похода, обаче никога не взема участие в реални бойни действия. През 2000-те години корабът нееднократно е използван в хуманитарни мисии по оказване на помощ на жертвите на стихийни бедствия в Африка и Югоизточна Азия. Във връзка със значителната възраст на кораба и растящите разходи по неговата издръжка, изваждането на „Жана д’Арк“ от състава на ВМС на Франция е планирана приблизително за 2010 г. На 27 май, се завръща от своето последно плаване, после е отписан на 7 юни 2010 г.